# Near-Earth Object Coordination Centre

Le Near-Earth Object Coordination Centre (en français Centre de coordination des objets géocroiseurs), plus généralement désigné par son acronyme NEOCC, est un centre de l'Agence spatiale européenne dont le rôle est de déterminer les orbites des objets mineurs (astéroïdes, comètes) dans le but d'évaluer et de suivre la menace en provenance des corps ayant une orbite proche ou coupant celle de la Terre (objets géocroiseurs) et de mettre à disposition ces données en déclenchant éventuellement les alertes. 

## Organisation
Le NEOCC constitue le centre opérationnel du Bureau de la défense planétaire de l'Agence spatiale européenne (Planetary Defence Office) et est rattaché au programme Space Safety Programme  qui comprend également les activités de météorologie spatiale (SWE) et la gestion des débris spatiaux (SST Space Surveillance and Tracking). Le NEOCC a été créé en 2013. Le NEOCC est hébergé par l'ESRIN, établissement de l'agence spatiale situé à Frascati en Italie où il occupe un bâtiment inauguré en 2021. Au sein de l'Agence spatiale européenne il joue un rôle analogue au centre CNEOS de l'agence spatiale civile américaine, la NASA.

## Prestations
Le NEOCC met en œuvre un ensemble d'applications qui calculent les orbites et déterminent les risques de collision. Les données utilisées sont issues du Centre des planètes mineures et de l'ensemble des télescopes et radars de la Terre. Le NEOCC  utilise pour ces calculs le logiciel NEODyS (Near-Earth Objects Dynamic) mis au point par l'université de Pise (Italie). Les données collectées et calculées sont conservées dans un catalogue restituées via un portail internet. Elles sont mises à disposition des scientifiques, des organisations gouvernementales mais également pour une partie du public.

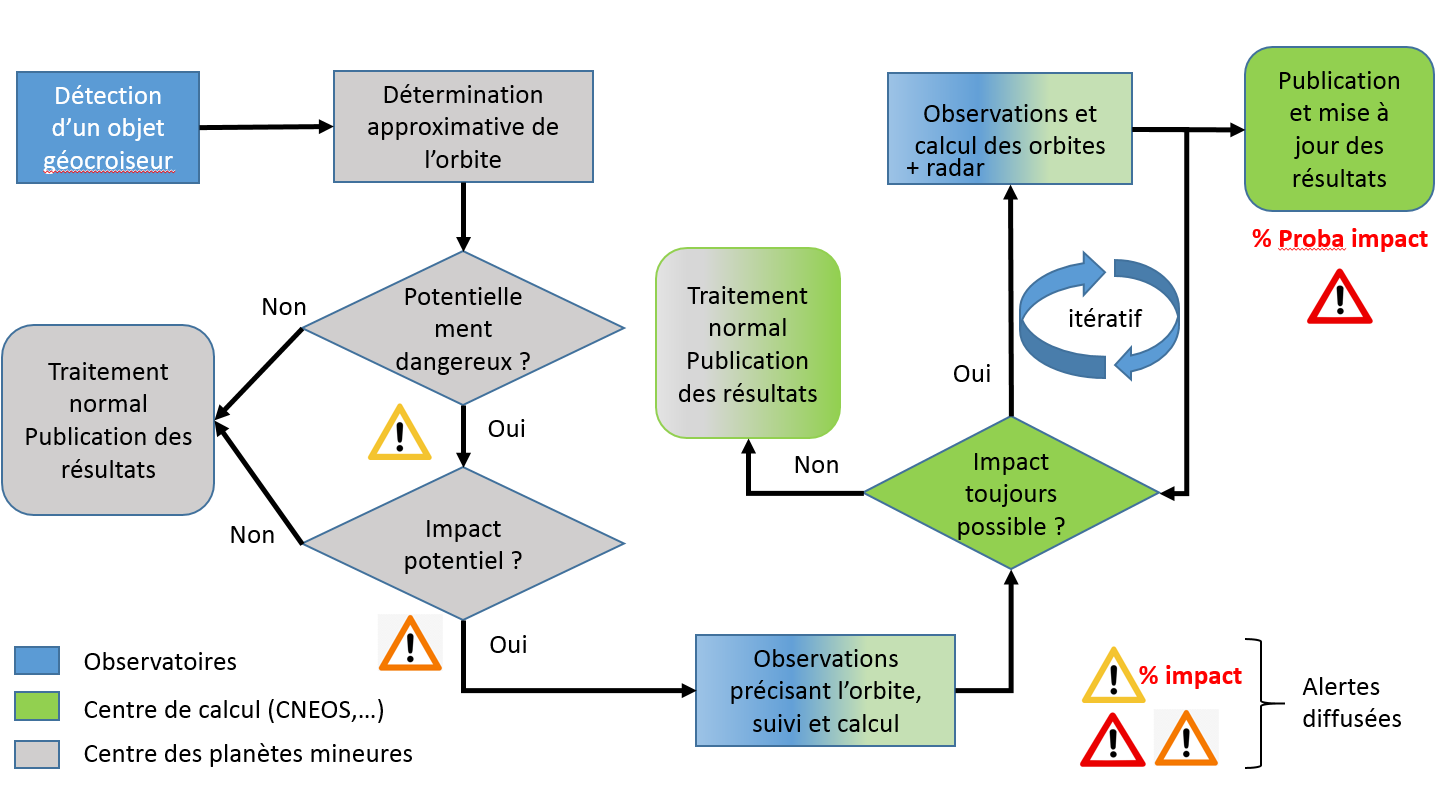
Processus de détection des géocroiseurs, d'évaluation des risques et de déclenchement des alertes. Le NEOCC joue un rôle analogue au CNEOS de la NASA.